# Реландер, Лаури Кристиан
Ла́ури Кри́стиан Рела́ндер (фин. Lauri Kristian, рожд. Ларс Кри́стиан Рела́ндер, швед. Lars Kristian Relander; 31 мая 1883, Куркиёки — 9 февраля 1942, Хельсинки) — второй президент Финляндии (1925—1931) от партии Аграрный союз.

## Биография

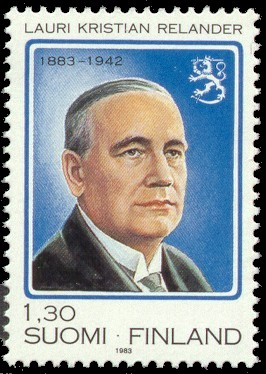
Марка с изображением Лаури Кристиана Реландера

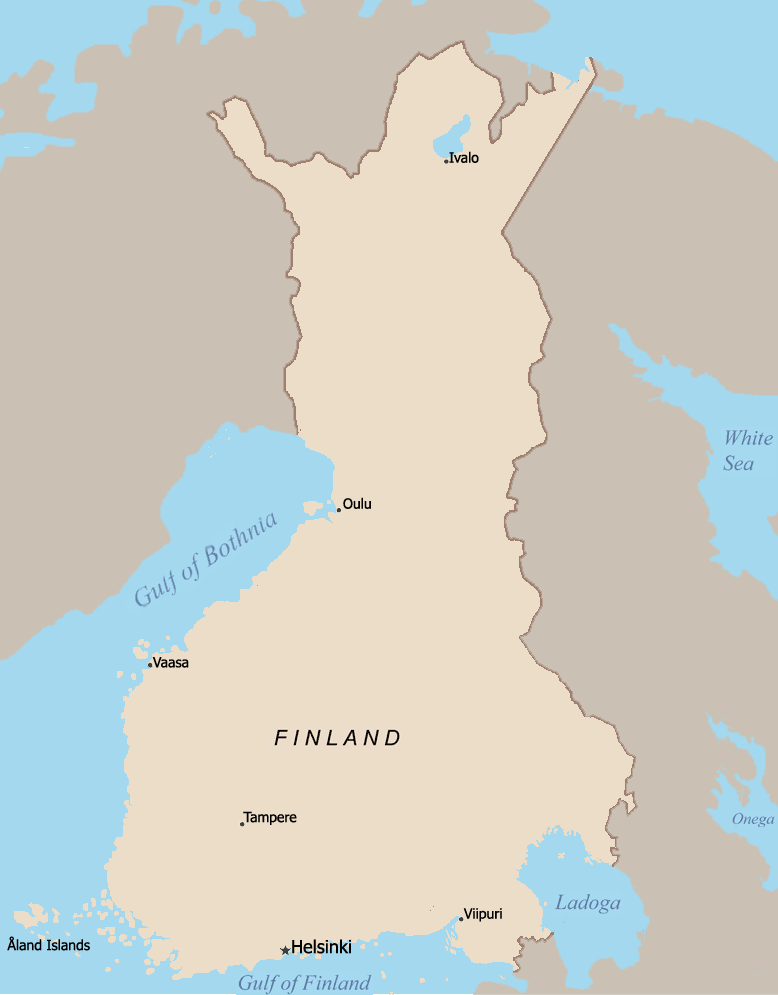
Карта Финляндии между мировыми войнами

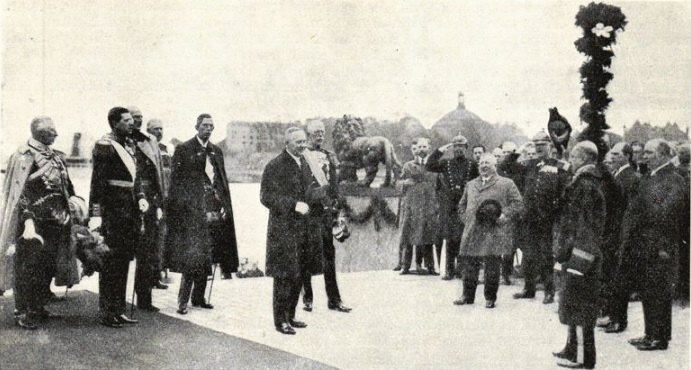
Визит президента Финляндии Лаури Реландера в Швецию, 1925 год

Родился в семье директора Куркиекской сельскохозяйственной школы. Закончил Куркиекскую среднюю школу и сельскохозяйственное училище, учился в Выборгском реальном лицее, а затем поступил в Императорский Александровский университет. По образованию — магистр философии и агроном. В 1905 году женился на Сигне Марии Остерман. У них в браке родились дочь и сын. В 1908—17 годах занимался исследовательской работой на сельскохозяйственной опытной станции в Хельсинки, вывел шесть новых сортов овса. В 1914 году стал доктором философии. В 1910—13 и 1917—20 годах избирался депутатом парламента от Аграрного союза, став одним из его лидеров. В 1919 году становится спикером парламента.
В 1920 году стал губернатором Выборгской губернии. В 1925 году был выдвинут кандидатом от Аграрного союза на президентский пост, тогда как несколько ведущих претендентов на данный пост от партии отказались от выдвижения. Был избран коллегией выборщиков в третьем туре голосования, набрав 172 голоса, тогда как его соперник от Национальной прогрессивной партии Ристо Рюти получил поддержку 109 выборщиков.
В целом исповедовал правое мировоззрение. Так, он настаивал на парламентском запрете деятельности Коммунистической партии Финляндии и поддерживал крайне правых националистов. В то же время, он позволил сформировать правительство меньшинства финским социал-демократам и назначил первую в истории страны женщину-министра. Являлся противником сухого закона в Финляндии.
Реландера прозвали «Reissu-Lasse» («Ездящий Лаури»), потому что он довольно часто ездил за границу — в Эстонию, Латвию, Швецию, Норвегию и в Данию. Во внешней политике Реландер придерживался приоритета в развитии отношений своей страны с ближайшими соседями, пытаясь реализовать идею содружества стран Балтийского региона.
После окончания президентского срока до своей смерти был директором страховой компании «Suomen maalaisten paloapuyhdistys». Скончался в 1942 году от инфаркта.